# Conrad Küthe
Johann Philipp Conrad Küthe (* 22. Mai 1773 in Landau; † 29. Juli 1829 ebenda) war ein deutscher Bürgermeister und Politiker.

## Leben
Küthe war der Sohn des Bäckermeisters, Pfennigmeisters und Bürgermeisters der Stadt Landau Johannes Küthe (* um 1738; † 5. Dezember 1800 in Landau) und dessen Ehefrau Christiane Susanna Behr (* 14. Januar 1744 in Landau; † 11. Juni 1814 ebenda). Er war evangelisch und heiratete am 2. August 1792 in Landau Maria Elisabeth Dippel (* 29. November 1775 in Landau; † 29. April 1824 ebenda), die Tochter des Johann Franz Dippel und der Anna Margaretha Neumann. Ab 1800/01 lebte er in nichteheliche Verbindung mit der Cousine der Ehefrau, Christiane Dippel (* 22. Februar 1777 in Landau). Diese war Tochter des Bäckers und Bürgermeisters von Gembeck Johann Georg Conrad Dippel und der Johanna Friderica. Er hatte einen Sohn, Johann Philipp Ludwig Dippel (* 17. Juni 1801 in Landau). Die eheliche Tochter Christiane Elisabeth heiratete Philipp Saure. Johannes Bornemann war ein Schwager.
Küthe war Ratsgewandter in Landau, wo er von Herbst 1816 bis Herbst 1817, von Herbst 1825 bis Herbst 1827 und von Ende Dezember 1828 bis Herbst 1829 auch Bürgermeister war. Als solcher war er von (Herbst) 1816 bis (Herbst) 1817, von (Herbst) 1825 bis (Herbst) 1827 und von Dezember 1828 bis (Herbst) 1829 Mitglied des Landstandes des Fürstentums Waldeck.